# Episodi di Harrow (seconda stagione)
La seconda stagione della serie televisiva Harrow, composta da 10 episodi, è stata trasmessa in Australia dal canale ABC dal 12 maggio al 14 luglio 2019.
In Italia, la stagione è andata in onda dal 30 agosto 2019 al 27 settembre 2019 sul canale a pagamento di Sky Fox Crime.
| nº | Titolo originale                             | Titolo italiano             | Prima TV Australia | Prima TV Italia   |
| -- | -------------------------------------------- | --------------------------- | ------------------ | ----------------- |
| 1  | Ab Imo Pectore (From the Deepest Chest)      | Dal profondo del mio cuore  | 12 maggio 2019     | 30 agosto 2019    |
| 2  | Audere Est Facere (To Dare Is to Do)         | Abbiate il coraggio di fare | 19 maggio 2019     | 30 agosto 2019    |
| 3  | Malum In Se (Evil in Itself)                 | Male in sé                  | 26 maggio 2019     | 6 settembre 2019  |
| 4  | Aegri Somnia (Hallucinations)                | I sogni dei pazienti        | 2 giugno 2019      | 6 settembre 2019  |
| 5  | Ab Initio (From the Beginning)               | Dall'inizio                 | 9 giugno 2019      | 13 settembre 2019 |
| 6  | Locus Poenitentiae (Opportunity to Withdraw) | Possibilità di recedere     | 16 giugno 2019     | 13 settembre 2019 |
| 7  | Parce Sepulto (Forgive the Dead)             | Perdona i morti             | 23 giugno 2019     | 20 settembre 2019 |
| 8  | Sub Silentio (In Silence)                    | In silenzio                 | 30 giugno 2019     | 20 settembre 2019 |
| 9  | Facilis Descensus (The Descent Is Easy)      | La discesa è facile         | 7 luglio 2019      | 27 settembre 2019 |
| 10 | Pater Familias (Father of the Family)        | Padre di famiglia           | 14 luglio 2019     | 27 settembre 2019 |

## Dal profondo del mio cuore
- Titolo originale: Ab Imo Pectore (From the Deepest Chest)
- Diretto da: Catherine Millar
- Scritto da: Stephen M. Irwin

### Trama
Harrow viene soccorso e salvato. Dopo alcuni giorni in ospedale, torna alla sua barca, Bettie, ignorando il suggerimento di Nichols di rimanere in un hotel finché non trovano l'assassino. Harrow va in un bar e incontra una donna che non vuole frequentare né criminali né dottori. Finiscono a letto insieme sulla Bettie, ma la mattina dopo entrambi sono scioccati nello scoprire che la donna, Grace Molyneux, è il nuovo medico del QIFM e nipote di Fairley. Lavora al caso di una donna che è stata uccisa dalla polizia quando ha cercato di accoltellare una donna per futili motivi. Harrow indaga ufficiosamente sul caso e conclude che la vittima aveva un buco nel cuore e un coagulo che era progredito dal cuore al cervello scatenandone la psicosi. Nichols arresta Brendan Skene, che confessa di aver sparato a Harrow per vendicarsi di essere stato mandato in prigione per 11 anni da lui, ma muore in prigione a causa del diabete. Più tardi, Harrow riceve una chiamata anonima da un uomo che gli dice di essere felice di non aver ucciso Daniel perché ora può rovinare la sua vita un po' alla volta colpendo le persone a lui vicine. Nel frattempo, gli agenti di polizia fanno irruzione nella casa di Fern proprio quando trova un sacchetto pieno di confezioni di fentanyl non suo.

## Abbiate il coraggio di fare
- Titolo originale: Audere Est Facere (To Dare Is to Do)
- Diretto da: Catherine Millar
- Scritto da: Leigh McGrath

### Trama
Due famosi base jumper muoiono nel salto da un grattacielo: a uno non si è aperto il paracadute, all'altro si è rotto. Durante l'autopsia Daniel si accorge di una cisti anomala che premeva sul midollo spinale di uno dei due e ne poteva impedire i movimenti, ma non è convinto che sia quella la causa. Fern viene rilasciata su cauzione, ma rischia 7 anni di carcere per possesso e spaccio di stupefacenti. Harrow parla a Nichols della telefonata che ha ricevuto e il poliziotto inizia a indagare per rintracciare la telefonata; Daniel incontra Callan, che proclama la sua innocenza sulla presenza della droga a casa di Fern e, saputo che il ragazzo è senza dimora, lo ospita sulla Bettie. Sarà Callan, guardando uno dei filmati dei base jumper, a far capire a Daniel che uno dei ragazzi aveva la malattia del motoneurone; Harrow scopre che la moglie di uno dei due saltatori, sapendo della malattia del marito e di cosa la aspettava come compagna del malato, ha sabotato uno dei paracaduti. L'altro base jumper, saltando con lui, si accorge del sabotaggio e cerca di salvare l'amico, ma rimane ucciso pure lui. Harrow affronta la giovane vedova che si trova in cima a un grattacielo dove sta girando un filmato-memoriale: la donna tenta di ucciderlo cercando di farlo cadere dal grattacielo, ma viene salvato da Grace. Harrow sfoglia i suoi vecchi casi: scopre che la sua aggressione è legata a un serial killer che lasciava sui luoghi dei delitti le stesse rose che il medico si è visto recapitare in ospedale quando era convalescente; lo aveva mandato in prigione 15 anni prima, ma che ora risulta essere morto e l'indagine sembra essere ancora a un punto morto.

## Male in sé
- Titolo originale: Malum In Se (Evil in Itself)
- Diretto da: Peter Andrikidis
- Scritto da: Michaeley O'Brien

### Trama
Degli operai edili trovano un corpo mummificato murato nel seminterrato di una casa di periferia, portando Harrow e Molyneux a indagare. Alla fine scoprono una tragica storia decennale di violenza sessuale e morte a una festa studentesca: la vittima era morta in seguito all'assunzione di ecstasy e uno degli studenti del tempo, ora amico di Harrow, aveva provato a rianimarla; non riuscendoci e preso dal panico perché se fosse stato coinvolto avrebbe perso la borsa di studio, fa sparire il cadavere murandolo in un muro di una casa dove il ragazzo faceva il muratore per pagarsi una parte degli studi. Harrow intuisce anche che l'amico, in quell'occasione, ha inspirato polvere di amianto e che è malato di asbestosi; gli consiglia pertanto di alleggerirsi la coscienza prima di morire. Intanto la causa contro Fern va avanti e lei rischia 7 anni di carcere anche perché il giudice vuole farne un esempio, mentre la campagna di odio e sabotaggio da parte del serial killer nei confronti di Harrow va avanti: Daniel trova la sua amata Fiat d'epoca in fiamme e la puntata si conclude con la rivelazione di chi è il suo persecutore: è Francis (Franck) Chester, un ex galeotto che si è fatto credere morto e che ora lavora con Callan e che Harrow aveva incastrato per l'omicidio plurimo di diverse coppie.

## I sogni dei pazienti
- Titolo originale: Aegri Somnia (Hallucinations)
- Diretto da: Peter Andrikidis
- Scritto da: Stephen M. Irwin

### Trama
Harrow e Molyneux si recano in una riserva naturale perché è stato trovato il cadavere parzialmente sbranato dagli squali di una guardia di un parco naturale ittico. Daniel ne approfitta per incontrare un suo vecchio amico, il patologo che fece l'autopsia a Chester e ne dichiarò le cause della morte. Dal contenuto dello stomaco del morto, Harrow intuisce che l'uomo è deceduto non in acque aperte, ma in un acquario: aveva scoperto che il proprietario di un locale molto esclusivo che sta per essere inaugurato, aveva violato i termini di pesca di pesci e meduse rare per arricchire gli acquari del suo ristorante; scoperto dalla vittima, non ha esitato a farlo uccidere buttandolo nella vasca degli squali per preservare il suo segreto. Fern indaga per conto suo per cercare chi le messo la droga in casa, mentre Simon sta cercando prove che Chester non sia morto, finendo di essere picchiato da un ex galeotto, facendogli capire che è sulla strada giusta; non riesce però ad avvertire Daniel perché viene aggredito in seguito proprio da Chester. Grace confida a Daniel che si è messa a fare la patologa perché quando era medico aveva commesso un grave errore di valutazione su un paziente.

## Dall'inizio
- Titolo originale: Ab Initio (From the Beginning)
- Diretto da: Grant Brown
- Scritto da: Michaeley O'Brien

### Trama
Il corpo di Simon viene ripescato dal fiume e vengono incaricati dell'autopsia Grace Molyneux e suo zio Fairley. Harrow viene estromesso perché troppo coinvolto e gli viene assegnata l'esame autoptico di un uomo che sembra morto nella sua vasca da bagno a causa di una scossa elettrica ricevuta da una radio caduta nell'acqua. Daniel scopre che il morto è lo stesso che aveva incontrato Simon poco prima che morisse e che lo aveva aggredito per le sue troppe domande. Harrow insiste a dire che è tutto collegato e si scontra con Grace, che si offende perché lui pensa che lei sia stata troppo superficiale nell'autopsia. Alla fine, a torto, Daniel si convince che non c'è alcun complotto nei suoi confronti da parte di Chester e che la morte di Simon è stata effettivamente un incidente.

## Possibilità di recedere
- Titolo originale: Locus Poenitentiae (Place of Penitance)
- Diretto da: Grant Brown
- Scritto da: Leigh McGrath

### Trama
Harrow e Fairley si recano nel luogo dove quest'ultimo è cresciuto e dove suo fratello è il capo della polizia locale per investigare sulla morte di due persone in un incidente stradale avvenuto in una zona deserta. Scoprono che una coppia del luogo, marito e moglie, caricavano delle giovani autostoppiste per renderle delle schiave sessuali; le costringevano a prendere contraccettivi perché non rimanessero incinte, ma una di loro, pensando che i suoi carcerieri non avrebbero tenuto prigioniero un neonato, smette di prenderli. Non è così, infatti la coppia la rinchiude in un container frigorifero allo scopo di far morire lei ed il bambino assiderati. La ragazza riesce a fuggire ma viene ritrovata sulla strada dai suoi carcerieri che la caricano su un furgone, da cui tenta di nuovo la fuga provocando un incidente in cui perde una falange. Questo piccolo ritrovamento sulla scena fa capire ad Harrow che deve indagare più a fondo perché è coinvolta una quarta persona oltre alle tre ritrovate sul luogo dell'incidente. Alla fine Harrow, con l'aiuto di Fairley, riuscirà a catturare il carceriere sopravvissuto all'incidente che era scappato dall'ospedale e, sempre insieme a Fairley, farà partorire la ragazza ritrovata viva poco lontano dal luogo dell'incidente. Il caso avvicinerà Harrow e Fairley, che saranno costretti a farsi il viaggio di ritorno in auto perché il loro volo è stato cancellato. Fern affronta il farmacista implicato nel suo caso di finto possesso di stupefacenti e l'uomo, saputo dalla ragazza che lo spacciatore è morto, la caccia via perché spaventato. Chester poco dopo lo ucciderà facendolo bruciare vivo. Intanto il capo di Harrow ha scoperto che Fern ha sbirciato tra le autopsie di Ross e Simon, quindi intima ad Harrow di lasciar perdere le sue indagini prima che qualcun altro si faccia male, facendo intuire che sa qualcosa.

## Perdona i morti
- Titolo originale: Parce Sepulto (Forgive the Dead)
- Diretto da: Mairi Cameron
- Scritto da: Michaeley O'Brien

### Trama
Fern viene incolpata e arrestata per l'omicidio del farmacista, arso vivo da Chester. Harrow insiste perché gli venga mostrato il referto dell'autopsia di Chester, ma Maxine rifiuta. Farley si occupa dell'autopsia del farmacista e Harrow gli chiede di cercare tracce di succinilcolina, un anestetico conosciuto nelle indagini per essere il modus operandi degli omicidi di Chester. Intanto viene trovato il cadavere di Taylor Ford, famosa sul web per sostenere di essere stata malata di cancro al cervello e di essere guarita con metodi discutibili di medicina alternativa; della morte è accusato un ragazzo, reo confesso, che incolpava Taylor per aver convinto la sua ragazza malata di tumore al seno ad abbandonare le cure. Indagando, si scopre che la vittima non era mai stata malata di cancro e che era tutta una truffa, alimentata dalla convinzione di Taylor di essere malata e di essere poi guarita. Si scopre che l'assassino è proprio la ragazza malata di cancro al seno che, scoperta la truffa di Taylor, l'ha uccisa per essere stata presa in giro. Harrow rintraccia la madre di Chester per convincerla a far riesumare il cadavere del figlio, ma la donna rifiuta; Daniel, disperato, falsifica la firma di Maxine sul modulo di richiesta per la riesumazione. L'autopsia del farmacista sancisce (erroneamente) che l'incendio è stato accidentale, quindi Fern è stata scagionata. Mentre il coroner che fece l'autopsia a Chester inizia a nutrire sospetti sulla morte dell'uomo, Harrow, sospeso da Maxine per la firma falsificata, va al cimitero per dissotterrare di persona la bara di Chester.

## In silenzio
- Titolo originale: Sub Silentio (In Silence)
- Diretto da: Geoff Bennett
- Scritto da: Stephen M. Irwin

### Trama
Harrow viene aggredito da Chester mentre sta scavando al cimitero. Intanto in un museo, l'analisi di una mummia rivela che all'interno c'è un cadavere più "recente": il morto è il magnate Hobson e il team di Fairley indaga. Scoprono che Hobson è stato ucciso da i due curatori del suo patrimonio archeologico, la figlia Isabella e un suo complice innamorato di lei. Harrow si risveglia sepolto vivo nella tomba di Chester, che ha lasciato a Daniel un cellulare dal quale può solo ricevere chiamate e col quale si diverte a torturarlo psicologicamente. Chester mostra a Daniel in videochiamata la trappola che ha teso a Fern, ma la ragazza riesce a sfuggirgli. Nichols, incuriosito dalla sospensione di Harrow, chiede delucidazioni e scopre il motivo della sospensione di Daniel; recatosi al cimitero trova Harrow, che si è liberato dalla prigionia, semisvenuto. Fern scopre l'identità di Chester e manda una sua foto a Callen, che lo riconosce nel collega con cui lavora al ristorante; nello sfuggirgli, il ragazzo viene investito da un motorino. Grace confida alla nuova tirocinante che ha scelto di fare la patologa perché, per sicumera, aveva convinto un paziente a operarsi per un tumore al cervello, e che il suo intervento l'ha reso un vegetale.

## La discesa è facile
- Titolo originale: Facilis Descensus (The Descent Is Easy)
- Diretto da: Declan Eames
- Scritto da: Leigh McGrath

### Trama
Harrow desidera disperatamente dimostrare una volta per tutte che Francis Chester è vivo e sta cercando di ucciderlo, ma non ha prove; i suoi amici e colleghi dubitano di lui: Grace riceve le radiografie di Chester e le compara con il cadavere seppellito nella tomba e scopre che coincidono, supportando la tesi che Chester sia morto, ma Harrow non le crede. Grace, impressionata dalle convinzioni di Daniel, indaga ancora più a fondo. Maxine e il medico che fece l'autopsia a Chester rifiutano di prendere in considerazione di aver sbagliato, più che altro per tornaconto personale. Chester cerca di uccidere Callan, in coma all'ospedale: Daniel, di fronte alla scelta se salvare il ragazzo o catturare Francis, lascia andare quest'ultimo e rianima il fidanzato della figlia; Fern intanto scopre che il collega di Callan al ristorante e Chester sono la stessa persona, ma non riesce ad avvisare il padre perché viene aggredita e drogata proprio da Chester.

## Padre di famiglia
- Titolo originale: Pater Familias (Father of the Family)
- Diretto da: Declan Eames
- Scritto da: Stephen M. Irwin

### Trama
Nichols crede che l'aggressione a Callan sia una messinscena di Daniel per avvalorare la sua storia, con l'aggravante del sospetto che Harrow abbia una dipendenza da farmaci dopanti, trovati sulla sua barca. Grace scopre che la succinilcolina era presente nell'organismo di Simon e del farmacista e avvisa Maxine, che non le crede. 
La commissione disciplinare radia Harrow dall'albo dei medici e lo condanna a essere internato in una clinica psichiatrica, rendendolo così un ricercato; Fern è scomparsa, mentre a Nichols viene la pulce nell'orecchio e va a cercare la madre di Chester, senza sapere che dentro la casa ci sono la donna e Fern ostaggi dell'uomo. Harrow scopre tramite le radiografie dentarie che il cadavere in obitorio non è di Chester e convince finalmente Grace, che a sua volta parla a Nichols. Grace scopre che Maxine aveva falsificato delle prove per evitare a suo tempo che Chester fosse assolto; intanto Harrow viene portato da Francis da Fern per fargli assistere impotente alla morte della ragazza. Chester scopre che la propria madre ha ucciso suo padre, e lui la uccide a sua volta per l'averlo privato della vendetta. Intanto Nichols scopre da un filmato che Chester è vivo e contemporaneamente Grace riceve i risultati del DNA che confermano che il cadavere nell'obitorio non è dell'ex galeotto. Fern riesce a liberarsi e aiuta il padre a neutralizzare Chester, che viene arrestato; Harrow chiede a Nichols il favore di parlare con Chester prima che venga portato via: il dottore fa in modo di avvelenarlo con un farmaco che gli procura un infarto mortale, vendicando così Simon e liberandosi della possibilità che Chester possa un giorno evadere di nuovo. Maxine si licenzia per la vergogna di aver falsificato le prove, Callan si risveglia dal coma e Daniel e Grace parlano di riprendere la loro relazione.
La puntata si conclude con Nichols che avvisa Harrow del ritrovamento del cadavere di un ragazzo: nel passaporto del defunto c'era come contatto di emergenza il numero di Daniel perché il ragazzo sosteneva di essere suo figlio.